# بور (حضرموت)

تعديل مصدري - تعديل

بَوْر هي إحدى مدن الجمهورية اليمنية. تتبع جغرافيًا لمحافظة حضرموت وإداريًا لمديرية سيئون.

## الموقع
تقع مدينة بَوْر إلى الشمال الشرقي لمدينة سيئون وتبعد عنها بحوالي 12 كم. ويفصلها عن الخط الرئيسي الذي يربط المدن الواقعة إلى الشرق من مدينة سيئون وادي يسمى بالمسيال البحري. ومدخل المنطقة يحاذيه تماما في الجبل قبر أحمد بن عيسى المهاجر وهو المؤسس الأول لمنطقة بَوْر حيث استقر فيها وقام بزراعة النخيل في عدة أماكن منها الحسيسة وصوح. وتعد بَوْر من الناحية الجغرافية سوقًا تجاريًا وممرا لأهم طرق القوافل التجارية ما بين مدينة تريم وشبام منذ زمن قديم، فموقعها الجغرافي هذا في وسط الوادي جعل لها هذه الأهمية عبر تاريخ حضرموت الطويل منذ عصور ما قبل الميلاد.

## التاريخ القديم
هي بلدة قديمة مدحها الشيخ محمد بن عبد الله بامخرمة في الكثير من أشعاره وقال أنها من ديار عاد، فقد كانت تعد من أمهات قرى السرير أو السليل، و«السرير» المنطقة الممتدة من شمال شرق مدينة شبام حتى قرية الغرف شرق بور. وفي كتاب «تاريخ الشعراء الحضرميين» أشار المؤلف إلى أن «بَوْر» كانت تعرف قديما بمدينة «ثَوْر» مسماه باسم ملكها ثور بن مرتع الكندي. وفي عهد النبي حنظلة بن صفوان كانت تسمى «الرس» باسم نهر عظيم كانت على ضفافه. وهي مدينة أصحاب الرس ومدينة النبي حنظلة. وهذا النهر قد دفنته الدهور بأتربتها تاركة آثاره باقية إلى اليوم وأحالته إلى مسيل يعرف باسم «سر» مقلوب «رس». وفي هذا النهر قام أصحاب الرس بقتل نبيهم حنظلة غرقًا ويوجد قبره في شمال المدينة.

## التاريخ الحديث
كانت ولاية بَوْر لآل باجمال، ثم انتزعها منهم آل بانجار وأصبحت عاصمة لإمارتهم، وممتنعة عن السقوط في يد آل كثير الذين ظهر مشروع دولتهم بعد مقتل السلطان سالم بن إدريس الحبوظي وأخذوا يستولون على بعض قرى السرير، وكادت قرى السرير كلها تصبح تحت النفوذ الكثيري إلا بور أبت أن ترضخ للسلطنة الكثيرية. واستمرت المفاوضات السلمية بين الطرفين بوساطة وبغير وساطة جارية بدون انقطاع، ولكنها كلها انتهت بالفشل لأن قبيلة آل بانجار لم ترد إلا أن تفضل المقاومة على الخنوع والتسليم. ولما جاءت سنة 723 هـ هجم آل كثير على بور واستولوا عليها وقتلوا جماعة من آل بانجار. وبعدها صارت بَوْر قاعدة مُلك آل كثير لفترة من الزمن. ولما ضعف أمر آل كثير ببور واشتدت الفوضوية فيها وفي أعمالها، سعى آل بور وآل باجري في استقدام السيد أحمد بن علوي العيدروس وأقاموه مُنصبًا على بَوْر، إلى أن مات سنة 1104 هـ، وخلفه ابنه علوي، ثم ابنه عبد الله بن علوي المتوفى سنة 1145 هـ. وهكذا استمر توارث المنصبة بين أبناء آل العيدروس.

## قرى المدينة
تنقسم منطقة بور إلى عدة قرى منها:
- البلاد: وهي المدخل والطريق المؤدي إلى كل أحياء مدينة بور باستثناء صليلة فلها مدخل آخر.
- شاقح: تقع في باتجاه الغرب من ناحية البلاد ومنها الطريق المؤدي إلى الرحيه والرييدة والطريق الآخر لصليلة.
- العرض: تقع باتجاه الشمال من ناحية البلاد ومنها الطريق المؤدي إلى بئر المديني والسحيل ومقيبل والشعب.
- سحيل عبد الله: تقع إلى الشرق من بئر المديني وطريقها من بئر المديني.
- الرييدة: تقع إلى الشمال الغربي من البلاد ولها طريق من شاقح وطريق آخر من الشعب.
- الرحية: وهي إلى الغرب من شاقح ومنها طريق تؤدي إلى الرييدة.
- الشعب: يطلق عليها أيضا (الدقم) وهي المنطقة الجديدة وتقع شمال بور تحت الجبل مباشرة وتحاذيها الرييدة والسحيل وبئر المديني ومقيبل والعرض.
- بئر المديني: وهي إلى الشرق من العرض تحت الجبل مباشرة.
- مقيبل: وهي آخر منطقة بعد السحيل وتقع شرقها تحت الجبل مباشرة.
- صليلة: تتبع إداريا مدينة بور لكنها مستقلة بطريق منفصل.
- وفي ضواحي بور: قارة جُشير، ويقال جُشيب.

## الاقتصاد
وقد اشتهرت منطقة بَوْر في فترة من الزمن بصناعة النسيج وتواجد فيها أكثر من 400 محل للنسيج، واشتهرت أيضًا بزراعة أشجار النخيل وبعض الحبوب الغذائية والقطن. فكانت من المناطق الزراعية الهامة بوادي حضرموت والتي شهدت من أجلها صراع الجماعات القبلية المختلفة.